# Blender (Landkreis Verden)
 For alternative betydninger, se Blender. (Se også artikler, som begynder med Blender)
Blender er en kommune i Samtgemeinde Thedinghausen i den centrale del af Landkreis Verden, sydøst for Bremen, i den tyske delstat Niedersachsen.

## Geografi
Blender ligger ved floden Weser, som danner nord- og det meste af østgrænsen i kommunen.
Ud over Blender ligger landsbyerne Adolfshausen, Amedorf, Einste, Gahlstorf, Hiddestorf, Holtum-Marsch, Intschede, Oiste, Reer, Ritzenbergen, Seestedt, Varste og Winkel i kommunen.

### Naturschutzgebiet
Øst for byen Blender ligger den 6,3 ha store Blender See. Den strækker sig i nord-sydlig retning og er ca. 1000 m lang, op til 100 m bred og har siden 1936 været Naturschutzgebiet. Der er også et badested ved søen.